# Jean Tardieu

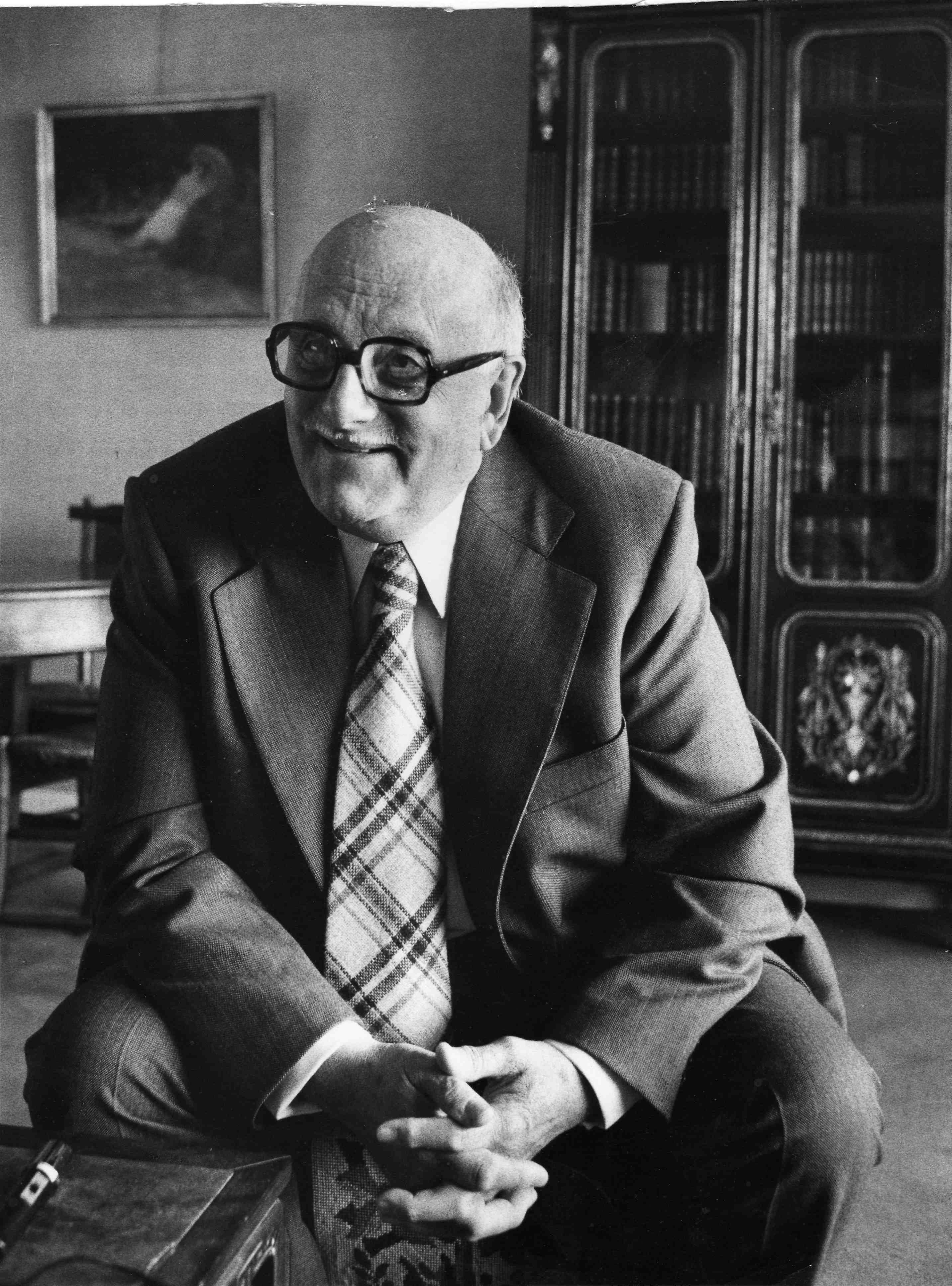
Jean Tardieu

Jean Tardieu (geboren 1. November 1903 in Saint-Germain-de-Joux, Département Ain; gestorben 27. Januar 1995 in Créteil, Département Val-de-Marne) war ein französischer Dichter, Dramatiker und Rundfunkredakteur.

## Leben
Der französische Autor verfasste surrealistisch-absurde Lyrik sowie dem absurden Theater verpflichtete Einakter, sogenannte „Kammerstücke“ (Théatre de chambre, 1955). Themen dieser Stücke sind vor allem Sprachklischees sowie Theater- und allgemein-gesellschaftliche Konventionen.
Als Mitbegründer des Kulturprogramms im französischen Nachkriegs-Rundfunk – insbesondere des Club d’Essai (1946) und des Atelier de Création Radiophonique (1969) – nahm Tardieu eine ähnliche Mittlerposition zwischen Künstlern beziehungsweise Intellektuellen und den elektronischen Massenmedien ein wie sein deutscher Kollege Alfred Andersch. Ein weiterer Schwerpunkt war der Bereich klassischer und moderner Musik. Tardieu fungierte von 1954 bis 1969 als Leiter des UKW-Programms „France IV Haute Fidelité“ (später France Musique – Radio France).

## Werke (Auswahl)
- Monsieur Monsieur, 1951
- Théâtre de Chambre, 1955
- Poèmes à jouer, 1960
- Kunstverein Apollo oder Wie man über Kunst spricht
- Andere Völker – andere Sitten
- Ein Wort fürs andere
- Der Schalter
- Wer ist da?
- Faust und Yorick, 1966
- Sie allein wissen es
- Les amants du métro (Die Liebenden in der Untergrundbahn)
- Eine Sitte für die andere (Theaterstück)
- Mein imaginäres Museum, Suhrkamp, 1965